# James McGill
Pour les articles homonymes, voir McGill.
James McGill, né le 6 octobre 1744 à Glasgow et mort le 19 décembre 1813 à Montréal, est un homme d'affaires, philanthrope et homme d'État écossais établi au Bas-Canada. Il est le fondateur de l'Université McGill. Il est considéré, par ses contemporains, comme l'homme le plus riche de Montréal, membre de la Clique du Château et l'un des fondateurs du Beaver Club.

## Biographie

### Origine familiale et éducation
Né le 6 octobre 1744 à Glasgow, en Écosse, il est le deuxième enfant et fils aîné de James McGill, ferronnier et marchand, et de Margaret Gibson. Les McGill étaient montés dans l'échelle sociale, étant passés du rang d’artisans à celui de commerçants.
James McGill commence ses études à l’Université de Glasgow en 1756. Il ne les achèvera pas, vraisemblablement en raison d'une situation familiale devenue alors économiquement difficile. Son séjour, même bref dans cette institution, lui aura permis d'entrer en contact avec les valeurs des Lumières écossaises. Cette éducation éclairée lui aura transmis « un amour durable pour les idées nouvelles et le respect des croyances et opinions d’autrui ».

### Commerçant à l'époque de la traite des fourrures

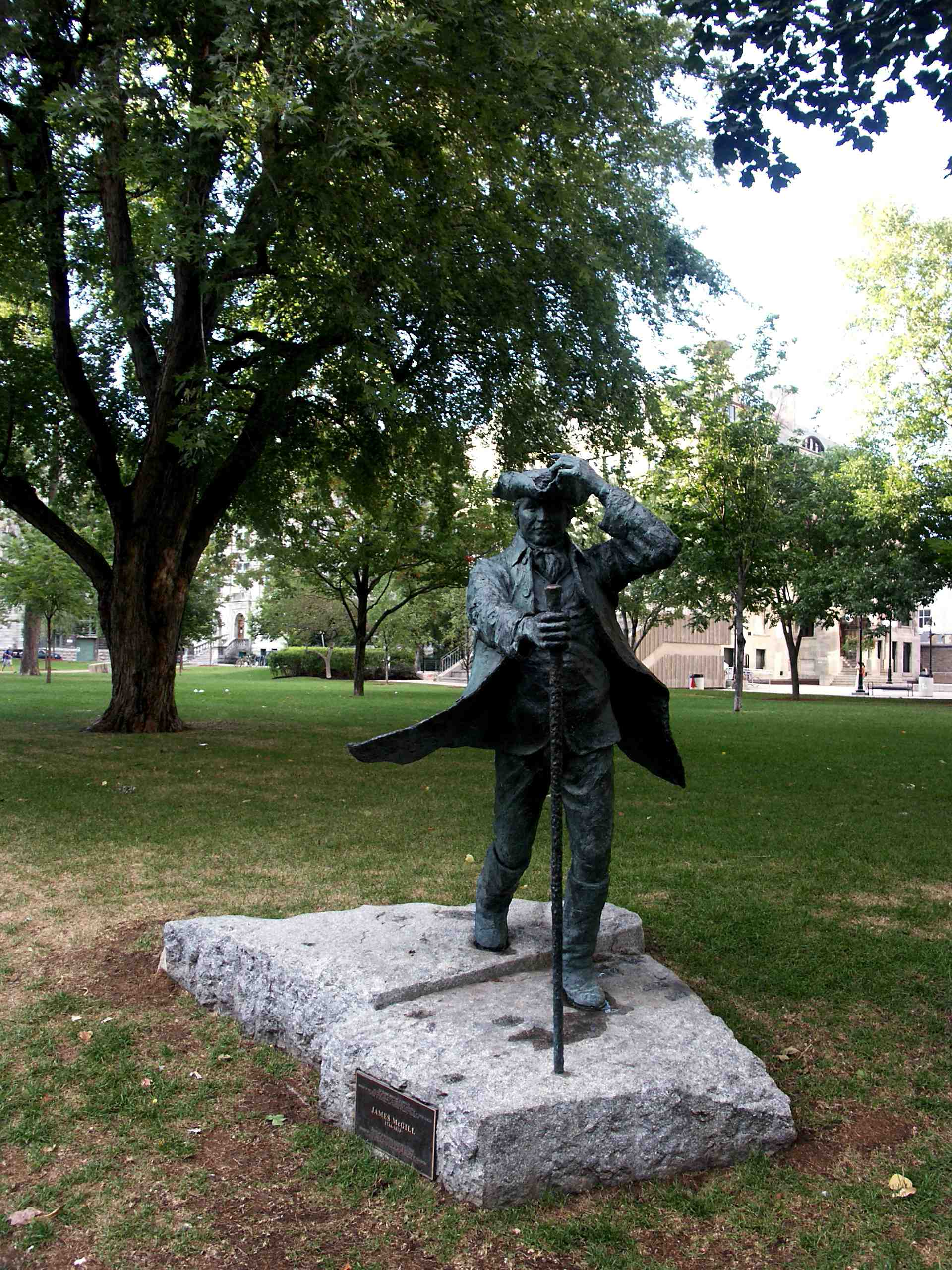
Bronze sur le campus centre-ville de l'Université McGill.

On ignore à quel moment et dans quelles circonstances précises McGill quitta l'Écosse. On sait qu'il est à Montréal en 1766, au tout début du régime britannique. Il tente vraisemblablement de tirer profit de la nouvelle conjoncture politique pour favoriser sa situation économique.
C'est grâce au commerce des fourrures (et éventuellement à celui des munitions et autres marchandises) qu'il deviendra prospère. Durant les neuf années suivant son arrivée en terre américaine, loin de l'image du bourgeois urbain que l'on connaîtra plus tard de lui, « il mène [...] une vie de dangers constants sur les rivières et les lacs de la région alors peu explorée des Grands Lacs et passe l'hiver dans des contrées sauvages et inconnues où il doit trouver sa subsistance. » Il œuvre ainsi à titre de « représentant » du marchand de Québec William Grant (1744–1805). Dès 1767, la compagnie « James McGill & Co.» est fondée et est active à Michilimackinac . En 1775, McGill s'établit à Montréal. Ses activités de marchand prennent davantage d'ampleur. McGill y fait l’acquisition d’un entrepôt sur la rue Saint-Paul où il entrepose plusieurs produits pour la traite des fourrures, notamment du sucre, de la mélasse, des balles, de la poudre à fusil, du rhum et des bijoux.
Au début des années 1770, il s’associe à Isaac Todd, qui deviendra un de ses grands amis. Leur collaboration durera au moins une trentaine d'années. Les deux hommes seront partie prenante des débuts de la North West Company. » À sa création, en 1779, la Compagnie du Nord-Ouest se divise en seize parts, James McGill en détient deux et compte, avec Todd, parmi les plus importants actionnaires. En 1783, au moment même où les marchands de fourrures de Montréal font de la Compagnie du Nord-Ouest une organisation capable de compétitionner la Compagnie de la Baie d’Hudson dans l’actuel nord-ouest canadien et de financer des expéditions jusqu’à la côte du Pacifique, Todd et McGill se retirent de la traite sur ce territoire pour se concentrer sur le commerce des fourrures dans « le pays de l’Ohio » et dans la vallée du Mississippi, jusqu'à ce que Michilimackinac devienne possession américaine en 1796. 
À Montréal, James McGill entrepose et vend une multitude de marchandises destinées à la traite. Il intervient également sur les marchés des permis, bailleurs de fonds, vendeurs de liqueurs et cautionnements. Pour créer de nouveaux entrepôts et financer de nouvelles expéditions de traite, McGill s’associe aussi à Joseph Frobisher, un autre des fondateurs de la Compagnie du Nord-Ouest. McGill, l’un des dix-neuf membres fondateurs du Beaver Club en 1785, délaissera cependant le commerce des fourrures au début du 19e siècle pour se livrer à d'autres activités économiques.

### Marchand et propriétaire foncier
Avec les années, il oriente de plus en plus ses affaires vers la spéculation immobilière et le commerce du bois. « De nouveaux intérêts – le commerce colonial courant, la spéculation sur les terres et autres occupations – avaient remplacé la traite des fourrures. C’est ainsi que, dans un contexte économique en voie de transformation, James McGill et les autres marchands de son époque assurèrent à Montréal sa suprématie de métropole. »
De 1792 à 1794, la Todd, McGill and Company s’associe à nouveau à la North West Company qui a été restructurée. En 1796, McGill commence exporter en Angleterre du bois équarri. Il tentera même, avec Todd et d'autres associés, de fonder une banque en 1807.
Certaines transaction foncières qu'il fit à Detroit entre 1797 et 1805, marquèrent ses débuts dans la spéculation systématique sur les terres. Il avait, auparavant, acquis un certain nombre de bien fonciers, mais sans véritable stratégie : « une ferme à L’Assomption, dans le Bas-Canada, un lot de grève à William Henry (Sorel), des propriétés à Montréal, une distillerie et, probablement, Burnside, sa résidence d’été au pied du mont Royal ». À partir de 1801, il commence à faire l'acquisition de nouvelles terres de façon méthodique.

### Carrière publique
Contrairement à d'autres hommes d'affaires de son temps, McGill eut tout au long de sa vie le souci de la chose publique. Sa biographie en témoigne éloquemment.
Une première charge publique lui fut attribuée en 1776. Il sera en effet juge de paix pendant de nombreuses années. Il allait de ce fait être placé au cœur des prises de décisions politiques concernant Montréal. Car ce sont  « [c]es magistrats, réunis en sessions spéciales hebdomadaires, [qui] administrent la ville jusqu’en 1833 ».
Quelques mandats importants furent confiés à McGill à la fin du 18e et au début du 19e siècle. En 1788 et 1789, il fut membre d'une commission d’enquête chargée par lord Dorchester d’examiner les prétentions de Jeffery Amherst aux biens des jésuites. En 1798, on le chargea d'établir une colonie royaliste française à Windham, dans le Haut-Canada. En 1802, il fut chargé de la démolition des vieux murs de Montréal et de la réalisation de certains projets d’embellissement urbain. Au début des années 1800, il avait supervisé la construction d'une route à péage à Lachine, « la première voie de communication moderne à l’ouest de la ville ».
Engagé activement dans la milice, il obtient, en 1787, le grade de major. En 1810, il devient colonel commandant du 1er bataillon de milice de la ville de Montréal. En 1813, les trois bataillons de la Montreal Militia formèrent une brigade sous son commandement. Le rôle de cette brigade était de fournir des services de garnison à Montréal.
En 1792, McGill est élu député de la circonscription de Montréal-Ouest à la nouvelle Chambre d’assemblée du Bas-Canada. « Sa candidature au poste de président, la dignité la plus élevée à l’Assemblée, constituait un hommage à sa connaissance approfondie des langues française et anglaise. »  Il ne se représenta pas lors des élections de 1796, mais fut à nouveau élu député de Montréal-Ouest en 1800, puis de Montréal-Est en 1804.
Le 22 novembre 1793, il est nommé membre du Conseil exécutif, dont il fit partie jusqu'à sa mort. Il en fut le président intérimaire en 1813.
Nommé au Conseil législatif en 1813, il meurt avant que sa nomination n'entre en vigueur.

### La création de l'Université McGill
En 1796 ou 1797, McGill acquiert la ferme Burnside, au pied du mont Royal, qui allait être sa résidence d’été. À sa mort, il laisse 10 000 £ et le domaine de Burnside pour la dotation d’un collège ou d’une université, en précisant que le collège, ou l’un des collèges de l’université, devrait porter son nom. Pour celui qui avait subi l'influence des Lumières écossaises, la chose allait de soi. « Visionnaire en tout, McGill est déterminé à créer un système d'éducation rigoureux pour le Bas-Canada. En tant que législateur, il participe aux débats qui conduiront à la création de l’Institution royale pour l'avancement des sciences, organisme chargé de doter la colonie d'un système d'instruction publique officiel. »
C'est d'ailleurs cette Institution royale pour l’avancement des sciences qui devait mettre sur pied le collège ou l’université projeté sur l’emplacement de Burnside grâce au legs du philanthrope. La charte ne fut obtenue qu'en 1821, et il fallut attendre l'année 1829 pour que les cours débutent dans ce qui est maintenant l'Université McGill.
James McGill fit de nombreux autres dons caritatifs, par exemple à des institutions montréalaises comme l'Hôtel-Dieu et l'Hôpital général.

### Propriétaire d'esclaves
McGill a été propriétaire de six esclaves noirs.

### Vie privée
Le 2 décembre 1776, il épouse Marie-Charlotte Desrivières, née Guillimin, fille de Guillaume Guillimin, avocat, et de Marie-Geneviève Foucault, et veuve du trafiquant de fourrures Amable Trottier Desrivières. Sa nouvelle épouse a déjà deux fils : François-Amable, l'aîné, qui a été l’associé de McGill et son principal héritier ; le cadet, Thomas-Hippolyte.

### Fin de vie
La dernière année et demie de la vie de McGill fut marquée par la guerre de 1812. Étant donné qu'il était l’officier de milice le plus ancien à Montréal, avec le grade de colonel, il assume de lourdes responsabilités à l’état-major.
Il meurt subitement le 19 décembre 1813. Il est enterré deux jours plus tard dans le cimetière protestant (Dufferin Square Cemetery). En 1875, son corps est transporté sur le terrain de l’université pour y être inhumé de nouveau.